# Орлов, Пимен Никитич
Пи́мен Ники́тич Орло́в (1812, хутор Мало-Фощеватый, Воронежская губерния — 24 сентября [6 октября] 1865, Рим, Папская область) — русский живописец, ученик Карла Брюллова, представитель романтического академизма; портретист и жанрист. Академик Императорской Академии художеств (с 1857).

## Биография
Пимен Орлов родился на хуторе Мало-Хвощеватый Острогожского уезда Воронежской губернии в семье мельника. С раннего детства у мальчика обнаружились незаурядные способности и любовь к рисованию. Родители, однако, желали, чтобы сын продолжил семейное дело и не разделяли увлечение своего ребенка, к тому же из-за бедности крестьянская семья и не могла позволить сыну серьёзно учиться живописи.
Однако юный Пимен твердо решил посвятить свою жизнь изобразительному искусству. В подростковом возрасте он уходит из дома и поступает в ученики к странствующему маляру. Малярами в то время называли не только тех, кто красит дома, стены и заборы, но и художников-самоучек, не имевших никакого специального образования. Многие маляры ходили из селения в селение, предлагая свои услуги как по простой покраске полов, стен, заборов и т. п. так и по художественному оформлению вывесок, афиш, рекламных плакатов и т. п. Опытные маляры часто получали заказы по росписи сельских храмов, декоративной росписи стен комнат помещичьих усадеб и помещений в общественных зданиях. Писали они и картины по заказам провинциальных помещиков и других состоятельных людей.
Переходя вместе с маляром из селения в селение и принимая участие в исполнении заказов, Пимен постепенно осваивает азы живописи. Желая совершенствоваться в мастерстве, Орлов сменил несколько учителей, пока не стал получать собственных заказов на иконы в церквах и на портреты от окрестных помещиков. Случай однажды свел его с местным предводителем дворянства Гладким, который, ознакомившись с картинами, счел не бесполезным отправить Орлова в Петербург для определения в Императорскую Академию художеств, куда, после долгих усилий, Орлов и поступает в 1834 году.
В течение следующих трех лет Пимен Орлов учится в Академии в портретном классе К. П. Брюллова. Выбор жанрового направления был не случаен. Карл Брюллов в середине XIX века считался ведущим российским портретистом, картины его высоко ценились, число желающих заказать у него портретное изображение было велико. Многие живописцы подражали художественной манере Брюллова. Орлов же, не имея серьёзной материальной поддержки со стороны, в студенческие годы вынужден был зарабатывать на жизнь собственным творчеством и портреты в стиле Брюллова позволили Пимену Никитичу иметь достаточно средств к существованию. Из работ студенческой поры наиболее удачными являются портреты Олениной и полковника князя Голицына.
Постоянная работа над портретами способствовала значительному росту мастерства художника — в 1836 году Орлову была присуждена серебряная медаль 2-й степени.
В 1837 году Пимен Орлов заканчивает обучение в Академии с серебряной медалью первой степени, полученной им за портреты с натуры князя Голицына, госпожи Тимофеевой и девицы Эссен и званием свободного художника.
В 1841 году при содействии Общества поощрения художников и лично конференц-секретаря Академии художеств В. И. Григоровича, Орлов получил возможность отправиться в Италию. Пимен Никитич поселяется в Риме, где достаточно быстро завоевывает известность своими картинами, выполненным в традиционном итальянском варианте бытового классицизма с его преувеличенной красотой в изображении персонажей и обстановки. Наличие постоянных заказов от местных жителей было очень важно для художника, так как для него это по-прежнему был основной и, пожалуй, единственный регулярный источник дохода
Только в 1848 году Пимену Никитичу удалось прислать в Санкт-Петербург картину «Девушка, моющая белье», за которую ему, по ходатайству Академии, обратившей внимание императора Николая I на то, что Пимен Никитич хочет себя посвятить исторической живописи, была назначена на год пенсия в 300 руб.
В 1849 году всем пенсионерам, а в том числе и Орлову, было велено вернуться в Россию, однако Орлов сумел убедить правительство разрешить продолжить ему оставаться в Италии в связи с болезнью глаз и необходимостью окончить заказанные ему картины, уже начатые им.
Орлов останется в Италии ещё на 16 лет. За это время он напишет множество мастерски выполненных картин: «Октябрь месяц в Риме» (в двух редакциях: «Итальянское Утро» и «Сцена из римского карнавала»), «Девушка, прогуливающаяся по Porte d’Anzio», «Итальянка на балконе во время карнавала» (экспонировалась на выставке в Риме в мае 1856 года, а затем в Санкт-Петербурге на академической выставке 1857 года), «Обет Мадонне», «Возвращение с жнитвы» и «Ave Maria», портреты великой княгини Ольги Николаевны, госпожи Третьяковой и др. Большинство своих полотен Орлов выставлял в Риме и был довольно известен итальянской публике. Местные критики очень тепло отзывались о его работах. Часть своих картин художник отсылал в Россию и на основании их, равно, как и на основании отзывов из Рима, получил в 1857 году звание академика портретной живописи.
На Родину художник так и не вернулся — он умер от воспаления мозга в Риме 24 сентября (6 октября) 1865 года. Захоронение П. Н. Орлова на римском кладбище Тестаччо до настоящего времени не сохранилось, — прах перенесен в общую могилу у Аврелиевой стены; № 131; МК.

## Художественное наследие П. Н. Орлова
Картины Орлова, вызывавшие похвалы современников, отличаются мягкостью и красотой колорита, наряду с эффектностью освещения и тщательностью отделки. Большую часть работ художника составляют портреты, и жанровые сцены из жизни итальянцев, однако есть произведения исторической тематики и пейзажи.
Большинство произведений Пимена Никитича осталось в Италии и находится в частных собраниях западноевропейских коллекционеров. Однако и в России они пользовались спросом — картины «Молодая римлянка у фонтана», «Итальянское утро» были куплены императором Николаем I, уже упоминавшая картина «Итальянка на балконе во время карнавала» в марте 1857 года, после Академической выставки, была куплена императором Александром II, «Раскаяние бандита» приобрел для своей коллекции собиратель Шулепников.
В настоящее время картины Орлова представлены во многих музеях России и постсоветских стран — Третьяковской галерее, Закарпатском областном художественном музее имени Й. Бокшая (Украина) и других.
До 2020 года картины «Напутствование князя Михаила Тверского» и «Смерть Михаила Тверского», находящиеся в Тверской картинной галерее, приписывались Пимену Орлову. Однако исследования сотрудницы Третьяковской галереи доктора искусствоведения Светланы Степановой показали, что эти картины пренадлежат кисти художника Ивана Петровича Орлова (1815—1861), уроженца села Нестерово Старицкого уезда Тверской губернии.

## Галерея
- «Портрет неизвестной в придворном русском платье», около 1835, Эрмитаж.
- «Итальянка на балконе во время карнавала», 1855 , частное собрание.
- «Сцена из римского карнавала», 1859, Русский музей.
- «Октябрьский праздник в Риме», 1851, Третьяковская галерея.
- «Портрет Марии Аркадьевны Бек», 1839, Третьяковская галерея.
- «Женщина в сиреневом платье».
- «Неаполитанка», 1839 г., Херсонский областной художественный музей им. А. А. Шовкуненко.
- «Кн. Лина Гагарина, урождённая Гурьева», 1847.
- «Итальянка с цветами», 1853, Иркутский областной художественный музей им. В. П. Сукачева.
- «Групповой портрет сестер: писательницы графини Елизаветы Васильевны Салиас де Турнемир, художницы Софьи Васильевны Сухово-Кобылиной и Евдокии Васильевны Петрово-Соловово», 1847, Третьяковская галерея.
- «Архитектурный пейзаж», 1850-е гг., Закарпатский областной художественный музей имени Й. Бокшая.